# 郭玮 (1962年)
郭玮（1962年9月—），女，中华人民共和国外交官，曾任中华人民共和国驻塞舌尔共和国特命全权大使。

## 生平
1986年，进入中华人民共和国外交部工作，先后在驻乍得大使馆、驻布隆迪大使馆、外交部西亚北非司、驻比利时大使馆、驻瑞士大使馆、外交部非洲司任职。2008年，任驻塞内加尔大使馆参赞。2010年，任外交部非洲司参赞。2015年4月，出任中华人民共和国驻圣但尼总领事。2017年10月，出任中华人民共和国驻里昂总领事。2018年10月，出任中华人民共和国驻塞舌尔大使。2023年1月，自驻塞舌尔大使离任。

## 家庭
已婚。